# Gilbert Le Chenadec
Gilbert Le Chenadec, né le 13 juillet 1938 à Languidic dans le Morbihan, est un ancien footballeur professionnel français. Il évoluait à des postes défensifs.

## Clubs successifs
- 1951-1956 :  US Montagnarde de Lochrist
- 1956-1958 :  FC Lorient
- 1958-1967 :  FC Nantes
- 1967-1969 :  FC Metz
- 1969-1971 :  AS Angoulême
- 1971-1972 :  RC Joinville

## Palmarès
- Champion de France en 1965 et 1966 avec le FC Nantes
- Finaliste de la Coupe de France en 1966 avec le FC Nantes
- 1 sélection en équipe de France en 1967[2]